# Zuzana Brzobohatá
Zuzana Brzobohatá, née le 11 juillet 1962 à Brno, est une femme politique tchèque, membre du Parti social-démocrate tchèque.

## Biographie
Elle est députée européenne de 2009 à 2014. Elle fait partie du Parti social-démocrate tchèque et du groupe de l'Alliance progressiste des socialistes et démocrates au Parlement européen. Elle est membre de la commission du développement régional.